# Mohrenmaki

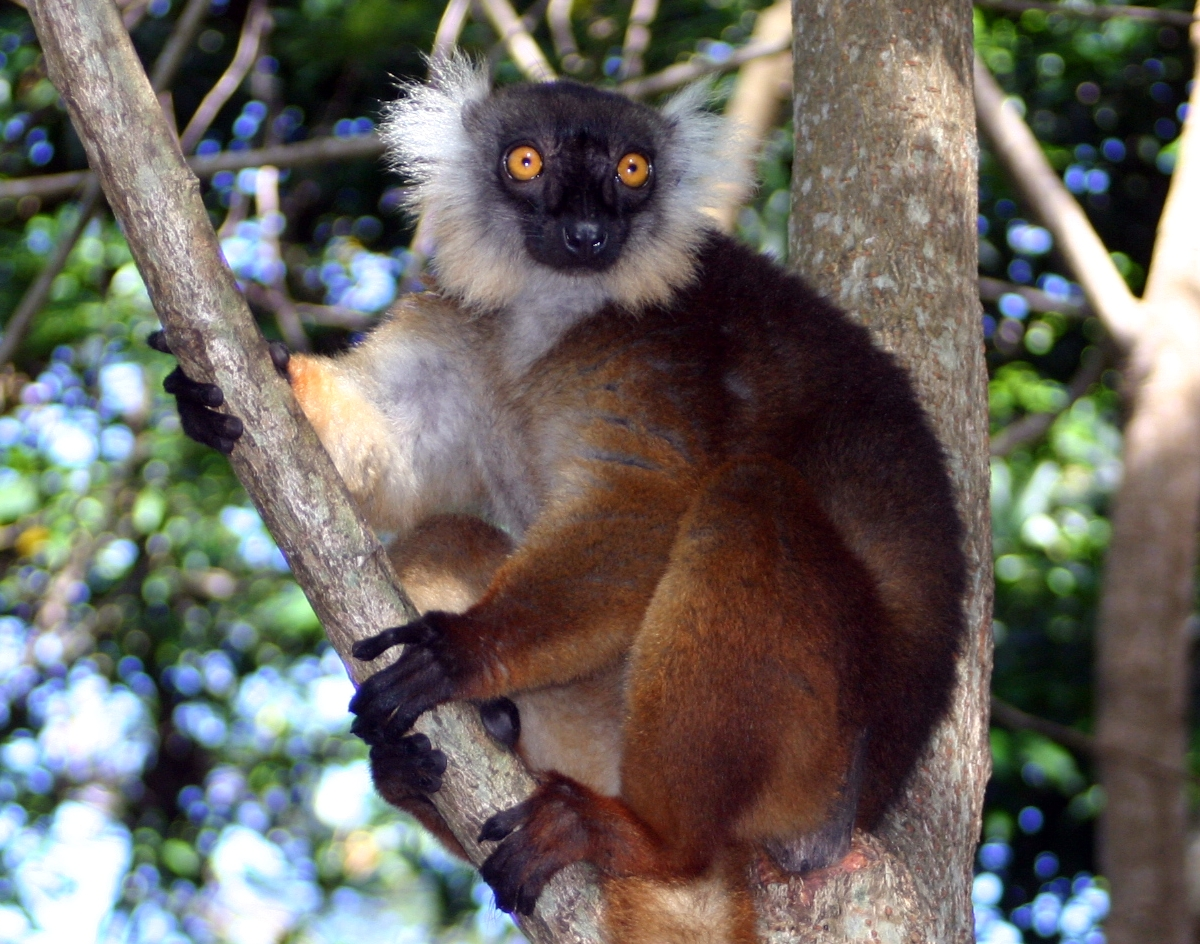
Weibchen

Der Mohrenmaki (Eulemur macaco) ist eine Primatenart aus der Familie der Gewöhnlichen Makis (Lemuridae) innerhalb der Lemuren (Lemuriformes). Der Blauaugenmaki, der früher als seine Unterart galt, ist seit 2008 eine eigenständige Art.

## Merkmale
Mohrenmakis zählen zu den kleineren Vertretern der Gewöhnlichen Makis. Sie erreichen eine Kopfrumpflänge von 39 bis 45 Zentimetern, der Schwanz ist mit 51 bis 65 Zentimetern deutlich länger als der Rumpf. Ihr Gewicht beträgt 1,8 bis 2 Kilogramm. Die Geschlechter weisen einen deutlichen Geschlechtsdichromatismus auf, sind also sehr unterschiedlich gefärbt. Die Männchen sind durchgehend schwarz gefärbt, im direkten Sonnenlicht kann ihr Fell aber rotbraun bis dunkelbraun schimmern. An den Ohren haben sie auffällige Haarbüschel. Die Weibchen sind am Rücken braun bis schwarzbraun gefärbt, die Gliedmaßen sind bräunlich und der Bauch hellbraun bis weißgrau. Der Kopf und die Schnauze sind dunkelgrau, die langen Haarbüschel an den Ohren sind bei den Weibchen weiß gefärbt. Beide Geschlechter haben einen sehr langen, buschigen Schwanz. Die Augen dieser Tiere sind gelb-orange gefärbt, was sie von den nahe verwandten Blauaugenmakis unterscheidet.

## Verbreitung und Lebensraum
Mohrenmakis kommen nur in der Sambirano-Region im nordwestlichen Madagaskar vor sowie auf einigen vorgelagerten Inseln wie Nosy Be und Nosy Komba. Ihr Lebensraum sind vorwiegend feuchte Wälder, sie sind aber relativ anpassungsfähig und können auch in Sekundärwäldern leben.

## Lebensweise
Diese Primaten sind kathemeral, das heißt, sie haben keinen festen Tag-Nacht-Rhythmus. Am Tag sind sie vorwiegend am frühen Morgen und am späten Nachmittag aktiv, ihr Aktivitätsgrad in der Nacht hängt von der Jahreszeit und dem Mondstand ab. In der Regenzeit sind sie in der Nacht aktiver als in der Trockenzeit, und bei relativ vollem oder vollem Mond steigert sich ihr Aktivitätsgrad ebenfalls. Sie sind Baumbewohner, die sich in der mittleren und oberen Region der Bäume aufhalten.
Sie leben in Gruppen aus 2 bis 15 (meist 7 bis 10) Tieren, die Gruppen setzen sich aus annähernd gleich vielen Männchen und Weibchen und dem gemeinsamen Nachwuchs zusammen. Gruppen werden von einem dominanten Weibchen angeführt und bewohnen ein Revier von 5 bis 6 Hektar Größe, das sich großflächig mit dem anderer Gruppen überlappen kann.

## Nahrung
Mohrenmakis nehmen vorwiegend reife Früchte zu sich, daneben fressen sie auch Blüten, Blätter, Pilze und gelegentlich Kleintiere wie Insekten und Tausendfüßer. Die Ernährung variiert nach Jahreszeit, in der Trockenzeit spielt Nektar eine wichtige Rolle.

## Fortpflanzung
Die Paarung erfolgt im April oder Mai, und nach einer rund 125-tägigen Tragzeit bringt das Weibchen zwischen spätem August und frühem Oktober meist ein einzelnes Jungtier zur Welt. Die Jungtiere klammern sich zunächst an den Bauch der Mutter, später reiten sie auf ihrem Rücken. Mit fünf bis sechs Monaten werden sie entwöhnt und mit rund 2 Jahren geschlechtsreif.

## Gefährdung
Die Zerstörung ihres Lebensraums durch Brandrodungen stellt die Hauptbedrohung des Mohrenmakis dar, hinzu kommt die Bejagung, entweder wegen ihres Fleisches oder weil sie als Schädlinge betrachtet werden, da sie manchmal die Früchte in Plantagen fressen. Das Verbreitungsgebiet dieser Art umfasst weniger als 10.000 km² und ist stark zersplittert, die IUCN listet die Art als „gefährdet“ (vulnerable).
In Deutschland wird die Art in Berlin, Eberswalde und Augsburg gepflegt.